# Doug Davidson
Douglas Donald Davidson, detto Doug (Glendale, 24 ottobre 1954), è un attore statunitense.

## Filmografia parziale

### Cinema
- Campus story (Fraternity Row), regia di Thomas J. Tobin (1977)
- Mr. Write, regia di Charlie Loventhal (1994)
- Una passione spezzata (Dreaming of Joseph Lees), regia di Eric Styles (1999)

### Televisione
- Conquisterò Manhattan (I'll Take Manhattan) - miniserie TV (1987)
- Un detective in corsia (Diagnosis: Murder) - un episodio (1995)
- L.A. Johns - film TV (1997)
- Febbre d'amore (The Young and the Restless) - 3916 episodi (1976-2020)

## Premi
- Daytime Emmy Award
  - 2013: "Daytime Emmy Award for Outstanding Lead Actor in a Drama Series"
- Soap Opera Digest Awards
  - 1990: "Outstanding Hero: Daytime"
  - 1991: "Outstanding Hero: Daytime"
  - 1992: "Outstanding Supporting Actor: Daytime"
  - 1997: "Outstanding Supporting Actor: Daytime"